# Virginiagras
Virginiagras (Sporobolus virginicus) is een blijvende grassoort de zich met zijn wortelstokken vermeerdert. De halmen worden 10 tot 20 cm groot. De wortels kunnen tot 45 cm diep groeien. Het is een grassoort die vaak op duinen groeit en de duinen goed stabiliseert. De plant groeit het best als de waterspiegel tussen 5–15 cm onder het oppervlak is. De plant is vrij tolerant voor saliniteit en droogte. Het is uitstekend voer voor grazers en zeevogels nestelen er vaak tussen.
Het verspreidingsgebied is erg groot. De tropen en subtropen van de Amerikas, Oceanië, Australië, India, Sri Lanka, Afrika. In Suriname komt het samen met strandklaroen, krapéwiwiri en zeepostelein voor in ondiepe lagunes en brakwatermoerassen.
Het is een waardplant voor de vlindersoort Panoquina panoquinoides in de VS. In Florida domineert het samen met Distichlis spicata de getijdegraslanden.